# Mistrzostwa Europy w Łyżwiarstwie Szybkim w Wieloboju 1891
1. Mistrzostwa Europy w łyżwiarstwie szybkim w wieloboju odbyły się w dniach 23–24 stycznia 1891 roku w Hamburgu (Cesarstwo Niemieckie) na naturalnym lodowisku. W zawodach brali udział tylko mężczyźni. Zawodnicy startowali na dystansach angielskich, czyli 1/3 mili (536 metrów), 1 mila (1609 metrów) i 3 mile (4827 metrów). Mistrzem kontynentu zostawał zwycięzca wszystkich biegów. Pierwsze mistrzostwa zakończyły się bez zwycięzcy. Miejsca zawodników są nieoficjalne.

## Uczestnicy
W zawodach wzięło udział 16 łyżwiarzy z 5 krajów. Sklasyfikowanych zostało 7.
| Państwa biorące udział w mistrzostwach | Państwa biorące udział w mistrzostwach | Państwa biorące udział w mistrzostwach | Państwa biorące udział w mistrzostwach | Państwa biorące udział w mistrzostwach |
| -------------------------------------- | -------------------------------------- | -------------------------------------- | -------------------------------------- | -------------------------------------- |
| Cesarstwo Niemieckie                   | Dania                                  | Holandia                               | Unia szwedzko-norweska                 | Szwecja                                |

## Wyniki
DNF – nie ukończył, DNS – nie wystartował
| Pozycja | Zawodnik         | Kraj                   | 1/3 mili     | 1 mila       | 3 mile        |
| ------- | ---------------- | ---------------------- | ------------ | ------------ | ------------- |
| (1.)    | Adolf Norseng    | Unia szwedzko-norweska | 55.6 (2.)    | 2:59.8 (1.)  | 12:12.6 (3.)  |
| (2.)    | Oscar Grundén    | Szwecja                | 55.2 (1.)    | 3:01.4 (2.)  | 12:17.4 (4.)  |
| (3.)    | Emil Schou       | Dania                  | 58.8 (5.)    | 3:08.0 (5.)  | 12:09.8 (2.)  |
| (4.)    | Paul Hille       | Cesarstwo Niemieckie   | 59.0 (7.)    | 3:13.6 (7.)  | 12:40.2 (6.)  |
| (5.)    | August Underborg | Cesarstwo Niemieckie   | 1:00.2 (10.) | 3:14.2 (8.)  | 11:53.8 (1.)  |
| (6.)    | Gustav Landahl   | Cesarstwo Niemieckie   | 58.4 (4.)    | 3:16.0 (10.) | 12:59.0 (9.)  |
| (7.)    | J. Leonhardt     | Cesarstwo Niemieckie   | 59.8 (8.)    | 3:17.4 (11.) | 12:55.4 (7.)  |
| DNF     | Georg Frieboes   | Cesarstwo Niemieckie   | 1:01.4 (12.) | 3:14.6 (9.)  | DNF           |
| DNS     | Klaas Pander     | Holandia               | 57.2 (3.)    | 3:05.4 (3.)  | DNS           |
| DNS     | Heinrich Ehrhorn | Cesarstwo Niemieckie   | 58.9 (6.)    | 3:07.0 (4.)  | DNS           |
| DNS     | Jaap Eden        | Holandia               | 59.8 (8.)    | 3:10.4 (6.)  | DNS           |
| DNS     | Albert Schade    | Cesarstwo Niemieckie   | 1:00.2 (10.) | 3:24.4 (13.) | DNS           |
| DNF     | Georg Smith      | Unia szwedzko-norweska | 1:01.6 (13.) | DNF          | 13:10.0 (10.) |
| DNF     | Hugo Underborg   | Cesarstwo Niemieckie   | DNF          | 9:59.9 !     | 12:19.6 (5.)  |
| DNF     | Otto Traun       | Cesarstwo Niemieckie   | DNF          | 9:59.9 !     | 99:59.9 !     |
| DNS     | Walter Herrmann  | Cesarstwo Niemieckie   | DNS          | 3:23.0 (12.) | 12:58.0 (8.)  |